# Amazona capgroga
L'amazona capgroga (Amazona oratrix) és una espècie d'ocell de la família dels psitàcids que habita boscos dels dos vessants de Mèxic, fins a Belize, nord-oest de Costa Rica, Hondures i nord-est de Nicaragua.
Segons la font taxonòmica que es consulti, es considera una subespècie de l'amazona frontgroga (A. ochrocephala). És una mascota popular i excel·lent xerraire. La caça furtiva per al comerç internacional d'animals de companyia ha portat l'espècie a la gairebé extinció en estat salvatge; es creu que aproximadament la meitat de tots els ocells capturats en estat salvatge moren en el procés.

## Descripció

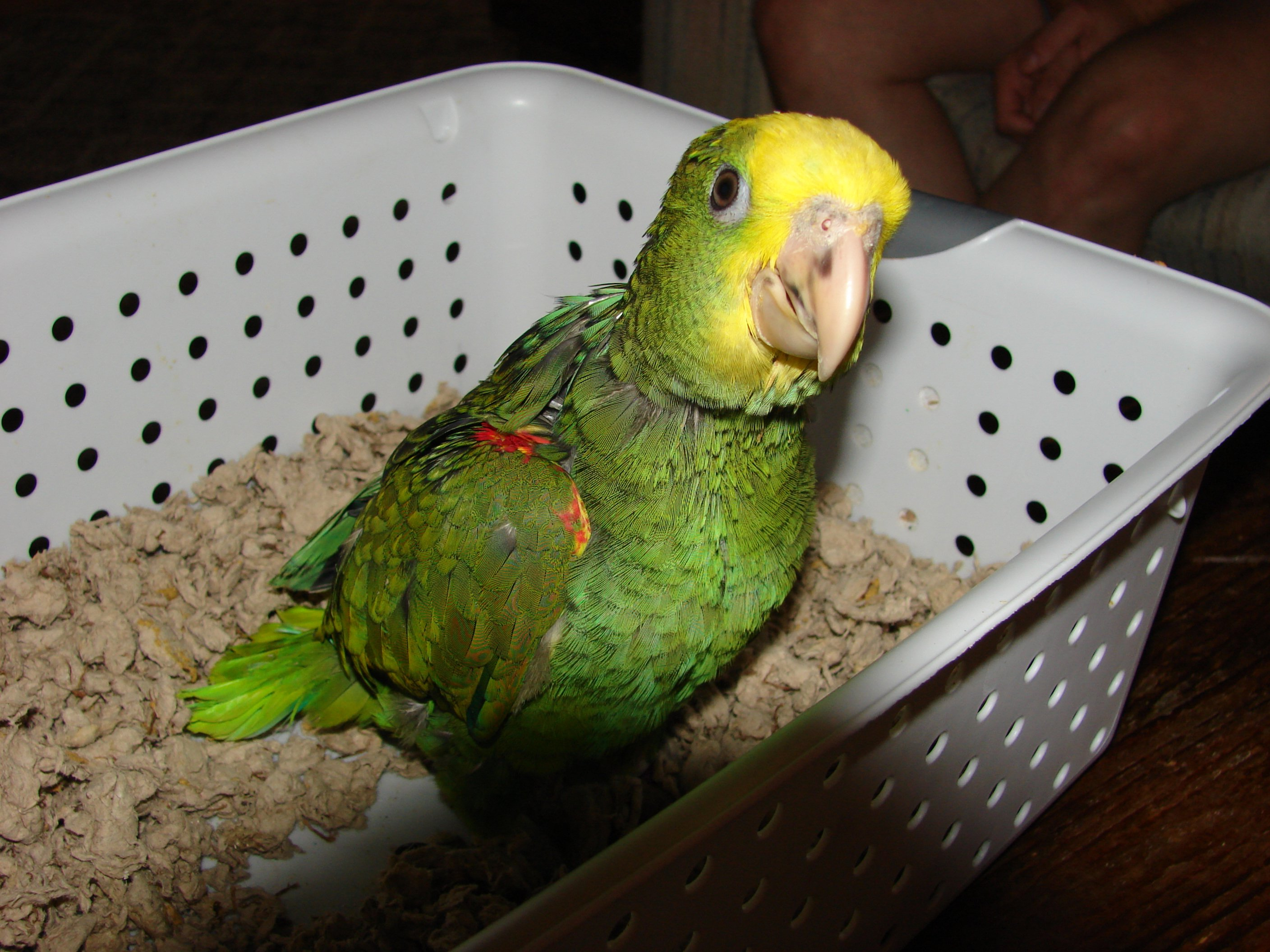
Amazona capgroga amb vuit setmanes d'edat.

L'amazona capgroga fa una mitjana de 38–43 centímetres de llargada. La forma és típica de les amazones, amb una constitució robusta, ales arrodonides i cua quadrada. El cos és de color verd brillant, amb groc al cap, vermell a la curvatura de l'ala i potes grogues. Les plomes de vol són de color negre a violeta blavós amb una taca vermella a les secundàries externes. La base de la cua també té una taca vermella, que normalment està amagada. Les plomes externes de la cua tenen puntes groguenques.
El bec és de color gris, més fosc en els immadurs de la subespècie de Belize. L'anell ocular és blanquinós en els ocells mexicans i grisenc en altres. La diferència geogràfica més visible és la quantitat de groc. En els adults, el cap i la part superior del pit són grocs a la subespècie de les illes Tres Marías (tresmariae); només el cap a la subespècie estesa de Mèxic (oratrix); només la corona a Belize (belizensis); i la corona i el clatell a la Vall de Sula d'Hondures (hondurensis, que s'assembla així a l'amazona frontgroga (A. ochrocephala). Els immadurs tenen menys groc que els adults; aconsegueixen el plomatge adult en 2 a 4 anys.
La varietat "Magna" (o "Magnum") es cria per obtenir més groc i té un preu superior com a mascota. Alguns Magnas "extrems" tenen tant groc com la subespècie tresmariae, però es distingeixen d'ells per una franja més gruixuda al pit i un to menys blavós al plomatge verd.
Els ocells salvatges fan crits greus, de vegades amb sons humans, però sovint volen en silenci (a diferència de molts altres lloros). Els crits es poden descriure com "un kyaa-aa-aaah i krra-aah-aa-ow enrotllats, un ahrrrr o ahrhrrrr profund i enrotllat", etc. Els ocells joves fan un so de "cloqueig" (picar amb el bec) per indicar que tenen gana.

## Distribució i hàbitat

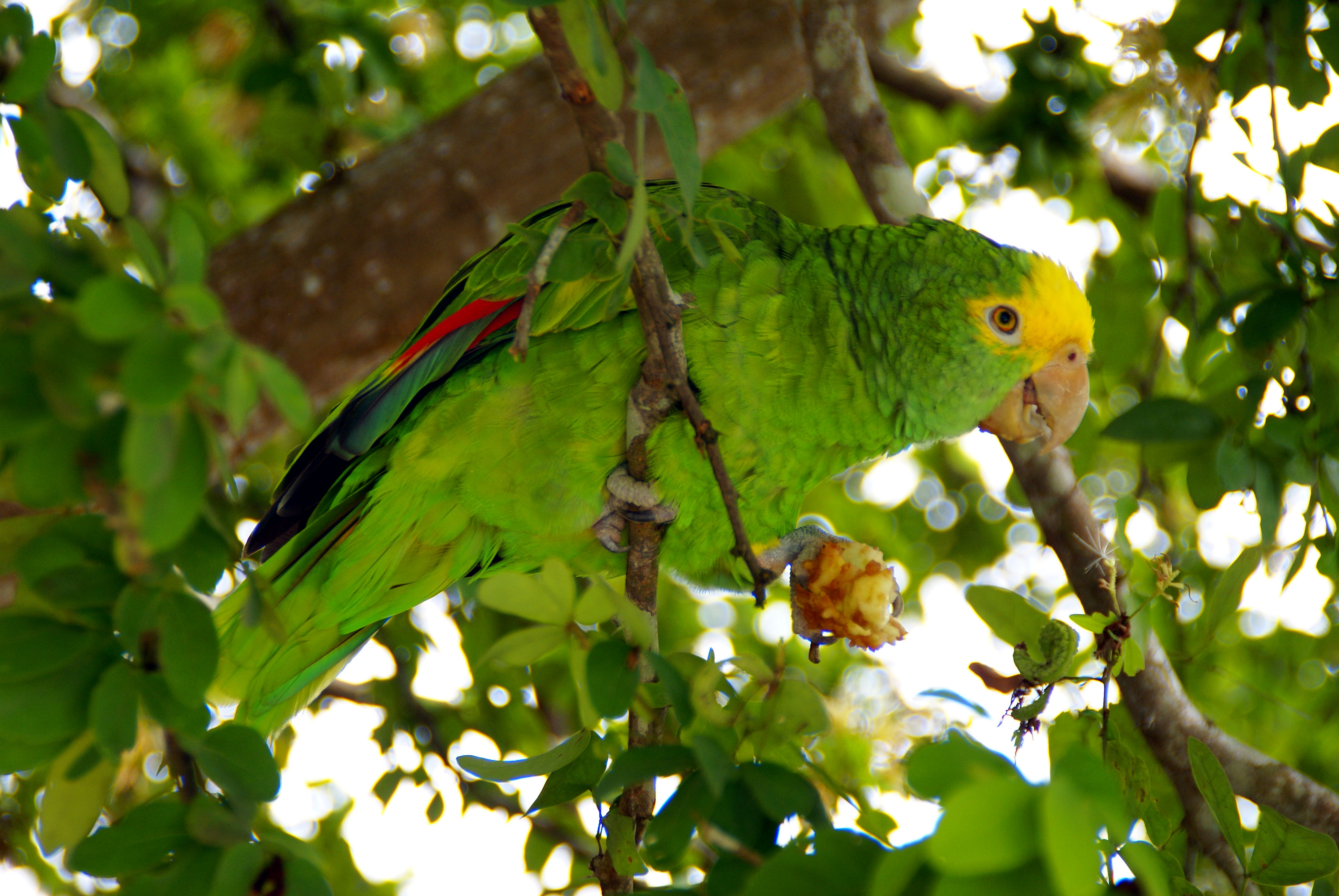
Exemplar fotografiat a Belize.

Aquesta espècie viu en boscos de ribera i zones amb arbres dispersos, així com en boscos de fulla perenne a Belize i manglars a Guatemala. Una ecoregió notable d'aparició són els boscos de pins de Belize. Es troba sola o en parelles, en grups petits i ocasionalment en grans estols. La distribució anteriorment incloïa els vessants costaners de Mèxic des de les Illes Tres Marías i Jalisco fins a Oaxaca i des de Nuevo León fins al nord de Chiapas i el sud-oest de Tabasco, així com una zona disjunta que inclou la major part de Belize i una altra que comprèn una petita part del nord-est de Guatemala i el nord-oest d'Hondures. Tanmateix, el nombre d'exemplars s'ha reduït dràsticament —en un 90%, a 7.000, des de mitjan dècada de 1970 fins al 1994, i en un 68% des de 1994 fins al 2004— a causa de la captura per al comerç d'animals de companyia i la destrucció de l'hàbitat.
Es poden trobar poblacions introduïdes a Stuttgart, Alemanya, on resideix una població recent de més de 50 individus. Poblacions introduïdes més petites es troben als barris costaners de San Diego, Califòrnia, com ara Coronado, Ocean Beach, Pacific Beach, Point Loma, La Jolla i Imperial Beach; també es troben a Santa Ana, Loma Linda i Pasadena, totes elles també al sud de Califòrnia. A més, s'han reportat poblacions introduïdes –i aparentment reproductores– a Puerto Rico.

## Estat de conservació
L'amazona capgroga es considera en perill d'extinció per la UICN i està inclosa en l'Apèndix I del CITES, que regula el comerç internacional de l'espècie, incloses les criades en captivitat mitjançant un sistema de permisos. Les poblacions s'estenen des de l'Amèrica Central, passant per Mèxic i fins i tot fins a la regió més meridional de Texas. Hi ha un programa de cria en captivitat aprovat per la CITES establert per a aquesta espècie prop de Canberra, a Austràlia, situat al Priam Psittaculture Centre amb la intenció de promoure un programa de cria gestionat sostenible per ajudar a augmentar les pressions sobre les poblacions salvatges per al seu ús en avicultura, recerca i mascotes.
La popularitat de l'amazona capgroga com a mascota continua alimentant els esforços de caça furtiva, que gairebé les han portat a l'extinció en estat salvatge. La població salvatge ha disminuït de 70.000 a 7.000 només en les dues últimes dècades. S'estima que entre el 40 i el 60% de les amazones capgroga caçades furtivament moren abans de ser venudes. La situació de la subespècie tresmariae, que potencialment es poden tractar com una espècie separada, no està clara, però l'àrea de distribució tant petita és motiu de preocupació i alguns informes indiquen que està sota una amenaça considerable.
Els comerciants d'ocells sense escrúpols de vegades poden blanquejar o tenyir les plomes d'espècies de lloro més comunes, com l'amazona frontblanca (A. albifrons), per fer-les passar per la venda com a amazona capgroga (més cares). Aquest tracte cruel sovint és fatal per als ocells implicats.

## Com a mascota

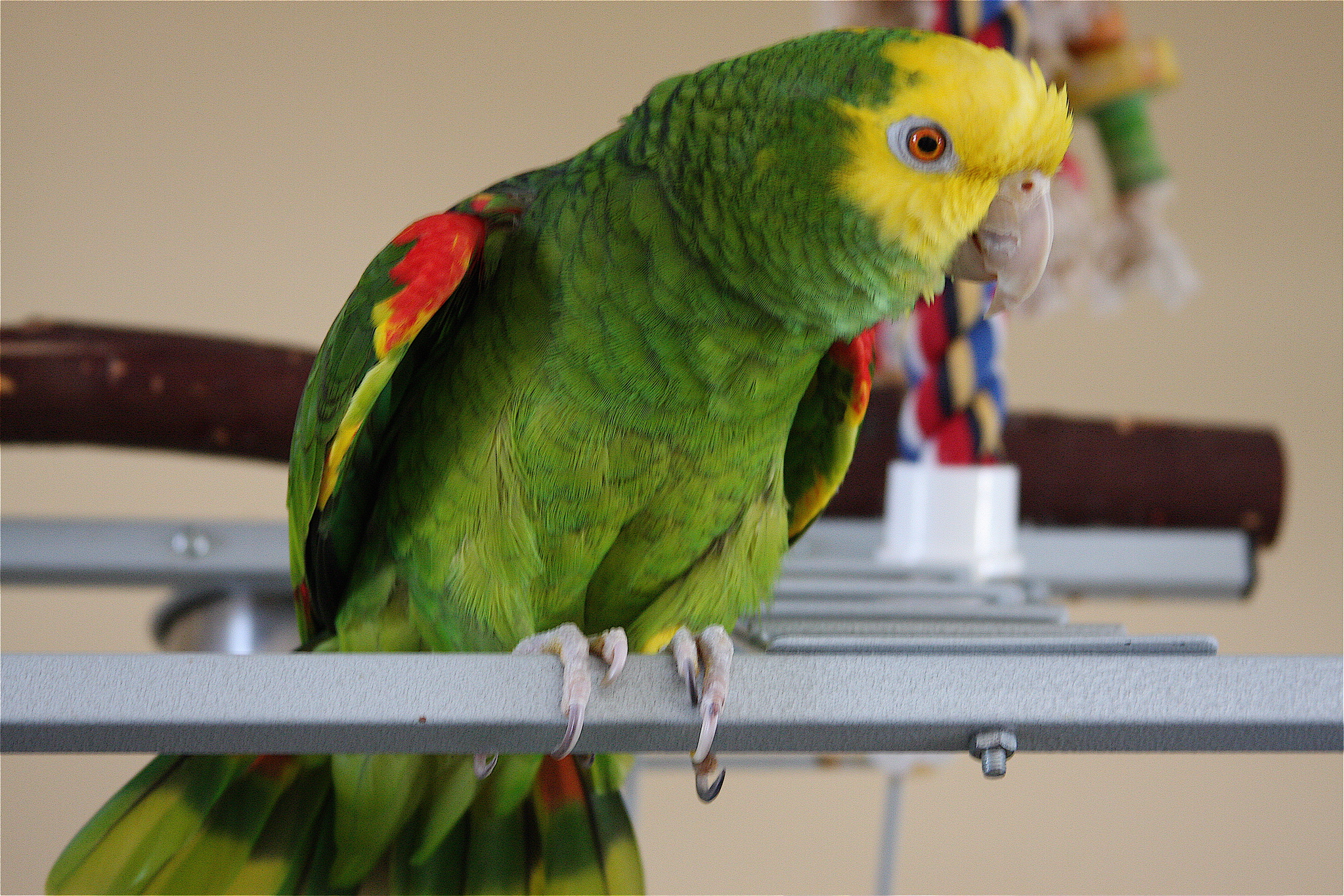
Amazona capgroga com a mascota.

Tot i que només es poden tenir amazones capgroga criades en captivitat, aquestes són àmpliament disponibles (encara que una mica cares) i interrelació amb els humans les converteixen en mascotes molt desitjables; s'han mantingut com a tals durant segles perquè són dels lloros que "parlen" millor. Les habilitats vocals generalment només són superades pel lloro gris cuavermell (Psittacus erithacus) i igualades per espècies similars, com l'amazona de clatell groc (A. auropalliata). L'amazona capgroga en captivitat sembla tenir una afinitat tant per cantar com per aprendre cançons, i una veu operística naturalment potent. Com en la majoria d'amazones, no sol arrancar-se plomes quan es posa nerviosa. Un desavantatge generalment reconegut de l'amazona capgroga i els seus parents propers (com l'amazona de clatell groc) és l'agressivitat hormonal, més notable entre els mascles durant la temporada de cria. És membre dels "Tres Calents" (referint-se al temperament "calent" de l'ocell mascle), juntament amb la de clatell groc i la frontblava (A. aestiva). L'amazona capgroga és coneguda per ser "ocells d'una sola persona", és a dir, s'uneixen a un únic humà, al qual es tornen ferotgement lleials. És possible, tot i que difícil, mitigar aquest comportament assegurant-se que l'ocell rebi una atenció regular i igualitària dels altres membres de la llar.
L'amazona capgroga en captivitat són conegudes per tenir molta gana i apreciar una àmplia varietat d'aliments. Són propenses a l'obesitat i a les deficiències nutricionals si el propietari del lloro no proporciona oportunitats adequades per jugar i fer exercici, i li dóna massa llaminadures i restes de menjar. El World Parrot Trust recomana que l'amazona capgroga es mantingui en un recinte amb una longitud mínima de 3 metres a una temperatura no inferior a 10 °C.

## Taxonomia
Aquesta espècie forma part del complex Amazona ochrocephala (amazona frontgroga), que també inclou l'amazona de clatell groc (A. auropalliata). Aquest complex, que ha estat anomenat "un maldecap taxonòmic", és considerat una sola espècie per algunes autoritats i dividit en tres espècies per altres. La divisió es basa principalment en la quantitat de groc al plomatge, el color de les potes i el bec, la proximitat d'A. oratrix i A. auropalliata a Oaxaca, Mèxic, sense encreuament aparent, i la presència tant d'A. ochrocephala com d'A. auropalliata al nord d'Hondures. Aquesta avaluació, però, s'ha vist confosa per malentesos sobre les variacions del plomatge a les poblacions del nord d'Hondures, on els ocells varien molt en la quantitat de groc al cap, la corona i el clatell, però tenen becs pàl·lids i un plomatge juvenil que coincideix amb A. oratrix, però ni amb A. ochrocephala ni amb A. auropalliata.

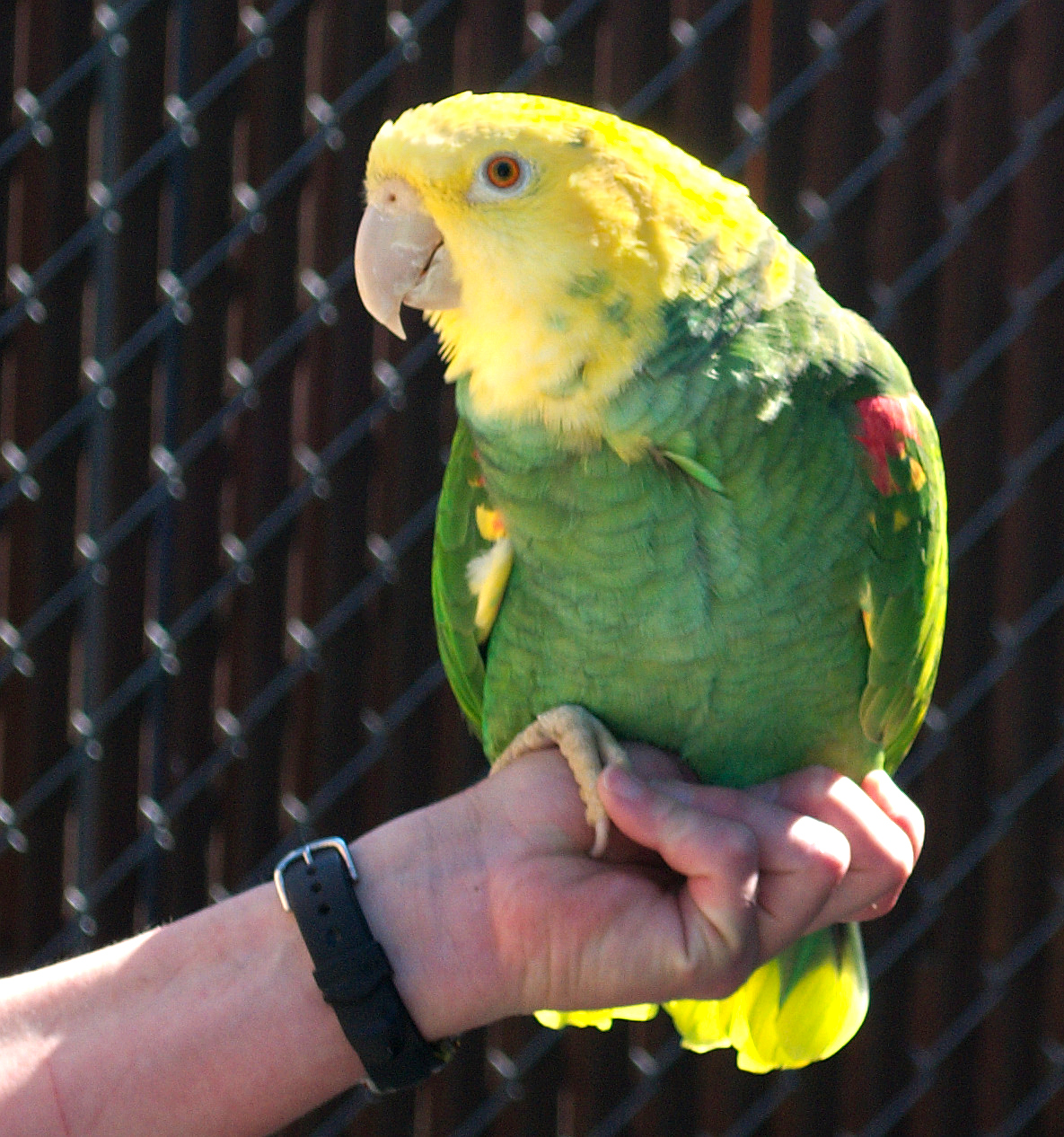
Amazona de les Tres Marías al Parc Zoològic de Cougar Mountain, Estats Units.

El 1997, la població de la vall de Sula, al nord d'Hondures, va ser descrita com una nova subespècie, hondurensis, d'A. oratrix. A. auropalliata caribaea de les Illes de la Badia, que és relativament propera a A. oratrix hondurensis, descrita recentment, pot tenir una mandíbula inferior relativament pàl·lida, cosa que indica que pot haver-hi un flux genètic entre les dues. Si es confirma, això podria suggerir que és millor considerar-les coespecífiques. Alternativament, s'ha suggerit que caribaea i parvipes, ambdues considerades típicament subespècies dA. auropalliata, poden estar més a prop dA. oratrix que de la mateixa A. auropalliata, però a diferència d'aquesta, ambdues són relativament petites i tenen vermell a l'espatlla com A. oratrix.
Se sap que els membres d'aquest complex hibriden en captivitat, i l'anàlisi filogenètica recent de l'ADN no va donar suport a la divisió en les tres espècies biològiques "tradicionals", però sí que va revelar tres clades, que potencialment es podrien dividir en tres espècies filogenètiques: una espècie mexicana i centreamericana (inclosa la panamensis, que s'estén lleugerament cap a Sud-amèrica), una espècie del nord de Sud-amèrica i una espècie del sud de la conca de l'Amazones. El clade centreamericà es pot dividir encara més, amb A. ochrocephala panamensis i la tresmariae reconegudes com a dues espècies monotípiques.
Segons la divisió tradicional, A. oratrix inclou els tàxons tresmariae (de les Illes Tres Marías), belizensis (de Belize) i hondurensis (de la Vall de Sula, al nord d'Hondures) com a subespècies. De vegades s'ha reconegut una subespècie addicional, magna, per a la població del vessant del Golf de Mèxic, però avui dia la majoria de les autoritats la consideren invàlida i, en canvi, inclouen aquesta població a oratrix, que també es troba al vessant del Pacífic de Mèxic. En canvi, la població del nord-oest d'Hondures i l'est adjacent de Guatemala (prop de Puerto Barrios), que s'assembla a A. oratrix belizensis i que comunament s'inclou en aquesta subespècie, pot representar una subespècie no descrita. De vegades s'ha anomenat A. guatemalensis, però fins que aquesta població no es descrigui oficialment, el nom continua sent provisional.

### Subespècies
Així doncs, hi ha descrites quatre subespècies:
- A. o. oratrix (Ridgway, 1887) - Mèxic meridional.
- A. o. tresmariae (Nelson, 1900) - illes Marias, Mèxic. Aquesta sovint considerada una espècie diferent, Amazona tresmariae.
- A. o. belizensis (Monroe et Howell, 1966) - Belize.
- A. o. hondurensis (Lousada et Howell, 1997) - Hondures septentrional.